# Guilherme da Silveira Borges
Guilherme da Silveira Borges (Ilha Terceira, Açores, Portugal, 23 de Março de 1841 – Ilha Terceira, Açores, Portugal, 23 de Setembro de 1863) foi um compositor português entre várias das suas composições destaca-se, a mais conhecida, uma missa e um Ecce Sdcerdos magnus.